# FK Varnsdorf
El FK Varnsdorf es un equipo de fútbol de la República Checa que juega en la Bohemian Football League, la tercera liga de fútbol más importante del país.

## Historia
Fue fundado en el año 1938 en la ciudad de Varnsdorf con el nombre SK Hraničáři Varnsdorf. Ha tenido varios nombres a lo largo de su historia:
- 1938 SK Hraničáři Varnsdorf
- 194? Sokol Elite Varnsdorf
- 1953 DSO Jiskra Varnsdorf (fusion with Sokol Velveta Varnsdorf)
- 1957 TJ Slovan Varnsdorf (fusion with TJ Spartak Varnsdorf)
- 1996 SK Slovan Varnsdorf
- 2011 FK Varnsdorf[1]

En la temporada 2009/10 consiguió el ascenso a la Druhá liga tras quedar en sexto lugar en la Bohemian Football League, debido a que el FK Bohemians Praha no consiguió la licencia para jugar en la Druhá liga para la temporada 2010/11, y los equipos de la Bohemian Football League en los lugares del 2 al 5 se negaron al ascenso.